# Акжарма (Сырдарьинский район)
Акжарма (каз. Ақжарма, до 1997 г. — Ильич) — село в Сырдарьинском районе Кызылординской области Казахстана. Административный центр и единственный населённый пункт Акжарминского сельского округа. Находится примерно в 26 км к юго-западу от районного центра, посёлка Теренозек. Код КАТО — 434835100.

## Население
В 1999 году население села составляло 2830 человек (1469 мужчин и 1361 женщина). По данным переписи 2009 года, в селе проживало 2545 человек (1340 мужчин и 1205 женщин).